# Catastrophe minière de Luisenthal
La catastrophe minière de Luisenthal a eu lieu le 7 février 1962, tuant dans une explosion 299 mineurs dans la  mine de Luisenthal, près de Sarrebruck en Sarre. C'est l'une des pires catastrophe minière de l'histoire allemande et la pire de l'histoire de la République fédérale d'Allemagne.

## La mine Luisenthal
La mine de charbon, située dans le quartier Luisenthal à Völklingen, existe depuis le début du XIXe siècle. Tout d’abord, du charbon maigre, puis du charbon gras, ont été extraits. Les principaux puits de production étaient les installations Richard I et Richard II à Luisenthal. L'Alsbachfeld, situé en dessous du quartier de Burbach à Sarrebruck, faisait également partie du réseau minier, avec le puits d'Alsbach qui s'y trouvait.
La mine de Luisenthal était considérée comme très sensible aux coups de grisou en raison de la forte concentration de gaz de mine dans les veines. De 1904 à 1954, on dénombre ainsi 20 incendies et explosions dans la mine. En 1941, 41 mineurs furent tués dans une explosion. En raison de cette situation, la mine était équipée des dernières technologies et a ensuite été reconnue pour ses normes de sécurité élevées.

## L'accident
Le 7 février 1962 au matin, 664 mineurs travaillent à Alsbachfeld. Vers 7 h 45, une explosion se produit à plus de 600 mètres de profondeur dans l'Alsbachfeld, qui soulève notamment dans les airs le couvercle du trou d'homme du puits d'Alsbach, qui s'est retrouvé coincé dans le chevalement. 299 mineurs sont morts dans l'explosion ou peu après. Certains de ceux qui sont morts sous terre ont été brûlés au point de devenir méconnaissables. 73 mineurs ont été blessés ; certains d'entre eux subissant de graves brûlures et blessures aux poumons.
La cause de l’explosion n’a toujours pas été élucidée à ce jour. Un mineur fumait peut-être illégalement sous terre : des cigarettes ont été trouvées lors des travaux de déblaiement. Une lampe de mineur défectueuse pourrait également en être la cause. Un coups de grisou a probablement provoqué un coups de poussière,.

## Conséquences de l'accident
Après l'accident, une vague d'émotion et de solidarité s'est créée autour des proches endeuillées, y compris de l'étranger. La Fondation Bergmannshilfswerk Luisenthal (Œuvre de secours aux mineurs de Luisenthal) a été fondée pour apporter un soutien à long terme aux survivants. Le président allemand d'alors, Heinrich Lübke, fait le déplacement pour assister à une cérémonie d'hommage trois jours après l'accident. L'ensemble de la Sarre est touchée: les obsèques des mineurs se déroulent dans pas moins de 56 communes sarroises.
Près de l'ancienne mine (le dernier charbon a été extrait le 23 décembre 1994) se trouve un mémorial avec une statue de Sainte Barbe, la patronne des mineurs. Derrière la statue se dresse un mur composé de 299 pierres en forme de casier ; chacune des pierres a un trou dans lequel des bougies commémoratives peuvent être placées. La statue a été créée en 1955 par le sculpteur Lothar Meßner (1926-2019) de Wadgassen ; l'original se trouve désormais au terril de Monte Barbara à Bexbach.

### Lien web
- L'accident minier sur Völklingen-im-Wandel.de (en allemand)